# LÉ Aisling (P23)
LÉ Aisling (P23) je hlídková loď třídy Emer irského námořnictva.

## Stavba
Plavidlo postavila irská loděnice Verlome Dockyard v Corku.

## Konstrukce
Elektroniku tvoří radary Kelvin Hughes Mk.IV, Decca 1230 a sonar simrad. Výzbroj tvoří jeden 40mm kanón Bofors a dva 20mm kanóny Rheinmetall Rh 202. Osobní zbraně posádky tvoří pistole ráže 9 mm a kulomety ráže 7,62 mm. Pohonný systém tvoří dva diesely SEMT-Pielstick 6PA6 L280 o výkonu 48 000 hp. Lodní šroub je jeden. Nejvyšší rychlost dosahuje 17 uzlů. Dosah je 6750 námořních mil při rychlosti 12 uzlů.

## Operační služba
Plavidlo se roku 1985 podílelo na záchranných operacích po výbuchu Boeingu 747-237B letu Air India Flight 182 ve vzduchu poblíž Irska. Plavidlo vyhledalo a z moře vyzvedlo těla 38 obětí katastrofy.